# Les Amphis de France 5
Les Amphis de France 5, initialement Les Amphis de la Cinquième, était une émission de télévision française universitaire et éducative diffusée du 15 février 1996 au 16 décembre 2007 sur La Cinquième, puis France 5. Le cycle d'émission est aussi nommé canal du savoir.
Cette émission destinée aux étudiants et enseignants, propose soit un documentaire, une conférence, un entretien ou un cours enseigné et expliqué par un professeur. Chaque émission est consacrée à une matière, dont l'histoire, la science, l'astronomie, la géographie, les mathématiques ou les langues.

## Diffusion
L'émission était diffusée quotidiennement le matin à 5h30, puis uniquement le week-end à partir de septembre 2007 avant que France 5 décide finalement de ne pas la reconduire l'année suivante.
Cette émission est librement utilisable en classe. Elle peut donc être diffusée dans des écoles.
Certaines émissions sont disponibles par Internet sur la vidéothèque de l'enseignement supérieur Canal-U.